# Richard C. Snyder
Richard C. Snyder (* 21. August 1916 in Kingston; † 9. Dezember 1997 in Scottsdale) war ein US-amerikanischer Politikwissenschaftler, der zuletzt an der Ohio State University forschte und lehrte. Sein Fachgebiet waren die Internationalen Beziehungen. Ale sein Hauptwerk gilt American Foreign Policy (1948), das er gemeinsam mit Lawrence H. Chamberlain verfasste. 1971/72 amtierte er als Präsident der International Studies Association (ISA).
Snyder machte sein Bachelor-Examen 1937 am Union College und wurde 1945 an der Columbia University zum Ph.D. promoviert. Nach einjähriger Tätigkeit am Council on Foreign Relations in New York City war er von 1946 bis 1955 Professor für Politikwissenschaft an der Princeton University, die folgenden zehn Jahre bis 1965 Professor an der Northwestern University, dann bis 1970 Professor an der University of California, Irvine und schließlich von 1970 bis 1997 Professor und Direktor des Mershon Center for International Security Studies an der Ohio State University.

## Schriften (Auswahl)
- Mit Edgar S. Furniss, Jr.: American foreign policy. Formulation, principles, and programs. Rinehart, New York 1954.
- Mit H.Hubert Wilson: Roots of political behavior. Introduction to government and politics. American Book Co., New York 1949.
- Mit Lawrence H. Chamberlain: American foreign policy. Rinehart, New York 1948.
- The most-favored-nation clause. An analysis with particular reference to recent treaty practice and tariffs. King’s Crown Press, New York 1948.